# Darantasia cyanoxantha
Darantasia cyanoxantha är en fjärilsart som beskrevs av George Francis Hampson 1914. Darantasia cyanoxantha ingår i släktet Darantasia och familjen björnspinnare. Inga underarter finns listade i Catalogue of Life.